# Rumiñahui (canton)
Rumiñahui est un canton d'Équateur situé dans la province de Pichincha.